# ニーレジハーザ - マーテーサルカ - ザイタ線
ニーレジハーザ - マーテーサルカ - ザイタ線（ハンガリー語: Nyíregyháza–Mátészalka–Zajta-vasútvonal）は、ハンガリー国鉄の鉄道線の名称である。路線番号は113。

## 運行形態
特急、区間特急と普通について説明する。

### 特急「インターシティ(IC)」
- クラスナ号：　ブダペスト - マーテーサルカ - フェヘールジャルマト
一日1往復運行する。ニールバートル以西は110号線に直通する。
2022年度より運行を開始した。

### 普通
区間毎に運転系統が分かれる。
- ニーレジハーザ - ニールバートル - マーテーサルカ
一日3往復の運行。一部、ニールメグジェシュを通過する列車もある。
2022年6月以前は、休日の本数がやや少なく、ニールバートル以西が一日あたり平日4往復、休日3.5往復で、ニールバートル以東への直通が一日あたり平日3.5往復、休日3往復であった。2022年7月にニーレジハーザ - マーテーサルカの一日1往復のみの運行となった[2]。2023年度より、一日4往復の運行となったが、2024年9月より一日3往復に減便となった[3]。

- デブレツェン - ニールバートル - マーテーサルカ
2時間に1本の運行。ニールバートル以南は110号線に直通する。
2023年度以前は、下記のマーテーサルカ以北の列車と一体の運行系統で、フェヘールジャルマトまで直通していた。

- マーテーサルカ - フェヘールジャルマト
2時間に1本の運行。
2023年度以前は、上記のマーテーサルカ以南の列車と一体の運行系統で、デブレツェンまで直通していた。

- デブレツェン → ニールバートル → ザイタ　【平日運行】
平日限定で、一日1本の運行。ニールバートル以南は110号線から直通する。途中、ニールバートル、マーテーサルカとフェヘールジャルマト以東の各駅にのみ停車する。
2023年度に運行を開始した。

- ザイタ → ニールバートル → デブレツェン　【日曜運行】
一日1本の運行。ニールバートル以南は110号線に直通する。ニールメッジェシュとニールチャーサーリを通過する。
2023年度以前は、区間特急(S)の種別で、「ヘートメールフェルデシュ」号の愛称で運行していた。

- フェヘールジャルマト - ザイタ
一日5.5往復（日曜日のみ6往復）の運行。うち1.5往復が、マーテーサルカまで直通する。
2021年度以前は平日の本数が多く、一日6往復であった。2022年7月よりほとんどがバス代行輸送となり、一日1往復まで減便された[2]。2023年度より、一日あたり平日4.5往復、休日5.5往復の運行を再開した。2024年度より、平日5.5往復、休日6往復に増発となった他、マーテーサルカへの直通も一日1往復から1.5往復に増加した。

## 駅一覧
以下では、ハンガリー国鉄113号線の駅と営業キロ、停車列車、接続路線などを一覧表で示す。
- 種別
  - S：特急
  - Sz：普通
- 停車駅
  - ■印：全列車停車
  - ●印：一部通過
  - ○印：一部停車
  - ｜印：全列車通過

| 路線名 | 駅名                       | 駅間営業キロ | 累計営業キロ | IC | Sz | 接続路線                                                                                            | 所在地                         | 所在地                 |
| ------ | -------------------------- | ------------ | ------------ | -- | -- | --------------------------------------------------------------------------------------------------- | ------------------------------ | ---------------------- |
| 113    | ニーレジハーザ駅           | -            | 0            |    | ■  | 100号線（ツェグレード方面、ブダペスト方面、ザーホニ方面） 116号線（ヴァーシャーロシュナメーニ方面） | サボルチ・サトマール・ベレグ県 | ニーレジハーザ郡       |
| 113    | ナジカーッロー駅           | 14           | 14           |    | ■  | | サボルチ・サトマール・ベレグ県 | ナジカーッロー郡       |
| 113    | カーッローシェムイェーン駅 | 9            | 23           |    | ■  | | サボルチ・サトマール・ベレグ県 | ナジカーッロー郡       |
| 113    | マーリアポーチ駅           | 7            | 30           |    | ■  | | サボルチ・サトマール・ベレグ県 | ニールバートル郡       |
| 113    | ニールバートル駅           | 8            | 38           | ■  | ■  | 110号線（デブレツェン方面）                                                                         | サボルチ・サトマール・ベレグ県 | ニールバートル郡       |
| 113    | ニールチャーサーリ駅       | 5            | 43           | ｜ | ●  | | サボルチ・サトマール・ベレグ県 | ニールバートル郡       |
| 113    | ホダース駅                 | 4            | 47           | ｜ | ●  | | サボルチ・サトマール・ベレグ県 | マーテーサルカ郡       |
| 113    | ニールメグジェシュ駅       | 5            | 52           | ｜ | ●  | | サボルチ・サトマール・ベレグ県 | マーテーサルカ郡       |
| 113    | マーテーサルカ駅           | 6            | 58           | ■  | ■  | 111号線（ザーホニ方面）、115号線（ティボルサーラーシュ方面）                                        | サボルチ・サトマール・ベレグ県 | マーテーサルカ郡       |
| 113    | コチョルド駅               | 6            | 64           | ■  | ●  | | サボルチ・サトマール・ベレグ県 | マーテーサルカ郡       |
| 113    | コチョルド下駅             | 2            | 66           | ■  | ●  | 114号線（チェンゲル方面）                                                                           | サボルチ・サトマール・ベレグ県 | マーテーサルカ郡       |
| 113    | トゥニョグマトルチ駅       | 4            | 70           | ■  | ●  | | サボルチ・サトマール・ベレグ県 | フェヘールジャルマト郡 |
| 113    | トゥニョグマトルチ下駅     | 1            | 71           | ■  | ●  | | サボルチ・サトマール・ベレグ県 | フェヘールジャルマト郡 |
| 113    | フェヘールジャルマト駅     | 5            | 76           | ■  | ■  | | サボルチ・サトマール・ベレグ県 | フェヘールジャルマト郡 |
| 113    | ペニゲ駅                   | 4            | 80           |    | ■  | | サボルチ・サトマール・ベレグ県 | フェヘールジャルマト郡 |
| 113    | ナジセケレシュ駅           | 4            | 84           |    | ■  | | サボルチ・サトマール・ベレグ県 | フェヘールジャルマト郡 |
| 113    | キシュセケレシュ駅         | 2            | 86           |    | ■  | | サボルチ・サトマール・ベレグ県 | フェヘールジャルマト郡 |
| 113    | ヤーンクマイティシュ駅     | 3            | 89           |    | ■  | | サボルチ・サトマール・ベレグ県 | フェヘールジャルマト郡 |
| 113    | ガチャーイ駅               | 7            | 96           |    | ■  | | サボルチ・サトマール・ベレグ県 | フェヘールジャルマト郡 |
| 113    | ロジャーイ駅               | 3            | 99           |    | ■  | | サボルチ・サトマール・ベレグ県 | フェヘールジャルマト郡 |
| 113    | ザイタ駅                   | 2            | 101          |    | ■  | | サボルチ・サトマール・ベレグ県 | フェヘールジャルマト郡 |